# Peperomia laeteviridis
Peperomia laeteviridis är en pepparväxtart som beskrevs av Adolf Engler. Peperomia laeteviridis ingår i släktet peperomior, och familjen pepparväxter. Inga underarter finns listade i Catalogue of Life.